# Нью-Йоркский зал науки
Нью-Йоркский зал науки, также известный как NYSCI, представляет собой научный музей, расположенный в парке Флэшинг-Медоус-Корона в Квинсе (один из районов Нью-Йорка). Он занимает одно из немногих строений, оставшихся после проведения Нью-йоркской всемирной ярмарки 1964 года. Является единственным музейным научно-техническим центром в Нью-Йорке. Там представлены более 400 экспонатов по биологии, химии и физике.

## История
Музей был основан как часть Всемирной Нью-Йоркской выставки 1964 года в парке Flushing Meadows-Corona. В то время он был одним из нескольких существующих в стране музеев науки и техники. В отличие от многих других зданий, которые были немедленно закрыты вскоре после ярмарки, Зал науки остался открытым и служил научно-техническим ресурсом для студентов. Организуемые в нём выставки в это время были немногочисленны. Планировалось создание первого в мире зала для демонстрации строения атома — Атомариума, открытого для общественности.
Музей функционировал 15 лет. Здание обветшало. В 1979 году он закрылся для реконструкции и был вновь открыт лишь в 1986. В 1984 году Нью-Йорк нанял физика Алана Дж. Фридмана для помощи в перестройке музея с упором на научную фантастику, чтобы заинтересовать простых граждан. После возобновления его функционирования в 1986 году Нью-Йорку впервые был предоставлен настоящий научный музей. На изготовление экспонатов (в частности, на пропаганду научных исследований строения атома) была израсходована значительная сумма: 40 000 долларов. Дополнительно на расширение и обновление музея было получено ещё 400 000 долларов. Это привело к значительному росту способности музея привлекать толпы посетителей, что было неожиданным и привело к стремлению города к дальнейшему вложению средств и расширению музейных площадок.
После повторного открытия музей стал уникальным в том, что он также предоставил бесплатную учебную программу для некоторых специальностей в обмен на то, чтобы выпускники провели не менее двух лет в городских школах, которым очень нужны были научные педагоги.
Дальнейшее расширение, включавшее в себя новую входную ротонду, подъездную дорожку, кафе, магазин подарков и театр, а также спортивную площадку, началось в 1996 году и отражало необходимость постоянного обновления интереса посетителей к научным экспонатам и выставкам музея. Сотрудники музея проводят большую работу для того, чтобы поддерживать свои экспонаты актуальными. В знак признания заслуг Зал Науки получил статус учреждения культуры в Нью-Йорке, предоставленного всего лишь ограниченному числу организаций.